# Artillery Systems Cooperation Activities
Artillery Systems Cooperation Activities (ASCA) ist eine Schnittstelle zur Verbindung und Interoperabilität von mehreren nationalen Führungs- und Waffeneinsatzsystemen (FüWES) der Artillerie von Mitgliedstaaten der NATO. ASCA ermöglicht den automatischen Austausch von Daten im Bereich des Indirekten Feuers und somit den digitalen Feuerkampf.

## Beschreibung
Mit ASCA ist der Austausch von Datentelegrammen in den Felder artilleristischer Feuerkampf, Stellungs- und Statusinformationen, taktische Befehlsgebung wie Stellungswechseln, Führungslinien/Grenzen, Zielaufklärung, und Warnungen vor dem Einsatz von ABC-Waffen möglich.
In den deutschen Artilleriebataillonen sind für den Betrieb der Schnittstelle ablauforganisatorisch ASCA-Trupps ausgebracht, die von einem ASCA-Offizier geführt werden.

## Teilnehmer
2022 hatte das ASCA-Programm 13 vollwertige Mitglieder, die zwölf verschiedene Artillerie-FüWES nutzen, und acht sogenannte Sponsored Nations, darunter Lettland, bei denen die Schnittstelle noch implementiert wird. Weitere vier Mitglieder waren an einer Einführung von ASCA interessiert.
Am ASCA-Standard beteiligte Staaten und die jeweiligen Artillerie-FüWES sind unter anderem:
- Dänemark
- Deutschland (ADLER III)
- Frankreich (ATLAS)
- Italien (SIR/SIF)
- Lettland
- Niederlande (AFSIS)
- Norwegen (ODIN)
- Türkei (TAIKS)
- Vereinigtes Königreich (FC BISA/Battlefield Artillery Target Engagement System, BATES)
- Vereinigte Staaten (Advanced Field Artillery Tactical Data System, AFATDS)

Schweden beabsichtigt, 2026 ASCA beizutreten.

## Geschichte
Das Programm ASCA wurde Mitte der 1980er Jahre ins Leben gerufen und ab 2004 anfänglich von Deutschland, Frankreich, Italien dem Vereinigten Königreich und den Vereinigten Staaten genutzt. Die Türkei trat dem Programm 2009 bei. Ebenfalls 2009 wurde ASCA und die Möglichkeit zur Einbindung von Unbemannten Luftfahrzeugen, Radar-Systemen und neben Spreng-, Leucht- und Nebelgeschossen weiterer Munitionsarten wie SMArt 155 und Guided MLRS erweitert.
Im Juni 2013 fand auf dem Truppenübungsplatz Baumholder ein trinationales Artillerieschießen unter Nutzung von ASCA und Beteiligung von Deutschland, Italien und den Vereinigten Staaten statt. Anfang 2015 fand der erste ASCA-Verwendungslehrgang an der deutschen Artillerieschule als Erprobungslehrgang mit vier Teilnehmern statt.
2021 und 2022 wurde ASCA erneut im internationalen Rahmen in Deutschland beübt.